# Partido di Ezeiza
Il partido di Ezeiza è un dipartimento (partido) dell'Argentina facente parte della Provincia di Buenos Aires. Il capoluogo è Ezeiza. Si tratta di uno dei 24 partidos che compongono la conurbazione della Grande Buenos Aires.

## Geografia antropica

### Suddivisioni amministrative
Il partido di Ezeiza è composto da 6 località:
| Località                        | Popolazione (2001) |
| ------------------------------- | ------------------ |
| Aeropuerto Internacional Ezeiza | 4.132              |
| Canning                         | 2.518              |
| Carlos Spegazzini               | 19.005             |
| Ezeiza                          | 41.109             |
| La Unión                        | 24.297             |
| Tristán Suárez                  | 27.746             |